# Euphorbia hofstaetteri
Euphorbia hofstaetteri Rauh es una especie fanerógama perteneciente a la familia de las euforbiáceas.

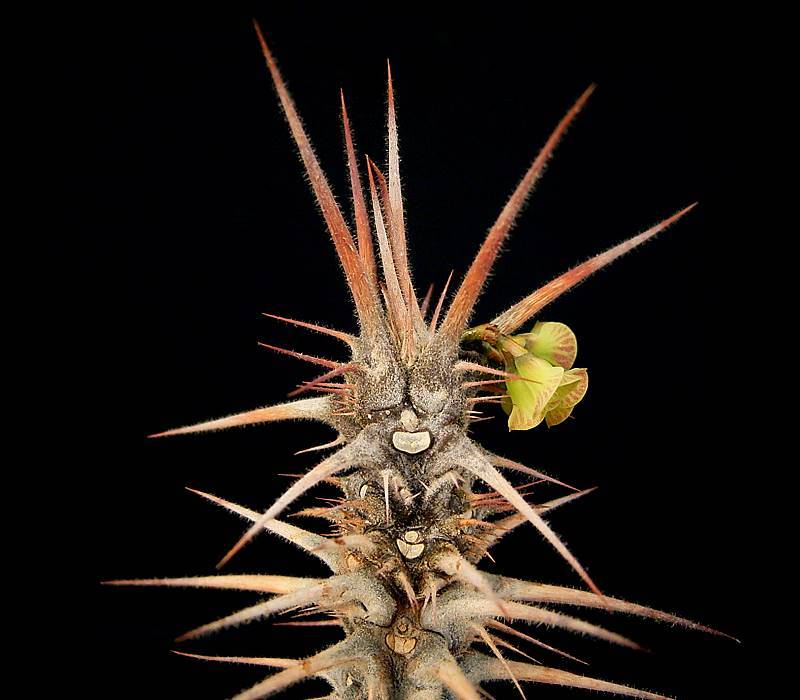
Vista de la planta

## Distribución
Es endémica de Madagascar en la Provincia de Toliara.  Su natural hábitat son los bosques secos tropicales o subtropicales, zonas de arbustos y zonas rocosas. Está amenazado por la pérdida de hábitat.

## Taxonomía
Euphorbia hofstaetteri fue descrita por Werner Rauh y publicado en Cactus and Succulent Journal 64(3): 112, f 2–5. 1992.
Etimología
Euphorbia: nombre genérico que deriva del médico griego del rey Juba II de Mauritania (52 a 50 a. C. - 23), Euphorbus, en su honor – o en alusión a su gran vientre –  ya que usaba médicamente Euphorbia resinifera. En 1753 Carlos Linneo asignó el nombre a todo el género.
hofstaetteri: epíteto otorgado en honor de Siegfried Hofstaetter, importador de plantas alemán quien recolectó la especie en Madagascar